# Aspilapteryx multipunctella
Aspilapteryx multipunctella là một loài bướm đêm thuộc họ Gracillariidae. Nó được tìm thấy ở Tây Ban Nha và quần đảo Canaria.
Ấu trùng ăn Plantago albicans và Plantago arborescens. Chúng ăn lá nơi chúng làm tổ. 